# Září 2005
1. září – čtvrtek
- V Londýně zemřel lékař Sir Józef Rotblat (4. listopadu 1908 Lodž – 1. září 2005 Londýn), nositel Nobelovy ceny za mír za rok 2005. Byl známý svým bojem proti nukleárním zbraním.
- Libanonský vyšetřovatel obvinil 4 prosyrské generály z podílu na vraždě bývalého premiéra Rafíka Harírího, který zemřel 14. února při bombovém útoku. Podle vyšetřovatele však vyšetřování dosud není ukončeno.
- V Istanbulu proběhly historicky první oficiální jednání mezi pákistánským ministrem zahraničí Mianem Khuršídem Mahmúdem Kasúrím a izraelským ministrem zahraničí Silvanem Šalomem. Pákistán chtěl takto podle vyjádření prezidenta Parvíze Mušarafa ocenit izraelské stažení z Pásma Gazy; navázání diplomatických vztahů s Izraelem však prý přichází v úvahu až po vzniku palestinského státu.
- Organizace al-Káida se na videozáznamu odvysílaném televizí al-Džazíra přihlásila k zodpovědnosti za útoku v Londýně, provedené 7. července tohoto roku. Na videozáznamu jeden ze sebevražedných útočníků, který při útocích zahynul, řekl, že jde o odplatu za „zločiny proti lidskosti“ páchané západními vládami.
- Ostrov Tchaj-wan byl ráno postižen tajfunem Talim. Nejméně jedna osoba zahynula a 24 bylo zraněno.
- Tři strany slovenské vládní koalice – SDKÚ, KDH a SMK – se rozhodly ukončit koaliční spolupráci s Aliancí nového občana (ANO). Její předseda Pavol Rusko čelí obvinění z korupce a předseda vlády Mikuláš Dzurinda (SDKÚ) ho 24. srpna odvolal z funkce ministra hospodářství. Vláda hodlá dále spolupracovat s těmi poslanci za ANO, kteří se postavili proti předsedovi své strany.
- V Albánii byly oficiálně vyhlášeny výsledky parlamentních voleb, konaných 3. července. Zvítězila v nich pravicová Demokratická strana vedená Sali Berišou, která získala v 140členném parlamentu 80 mandátů. Vyhlášení výsledků voleb bylo odkládáno téměř dva měsíce kvůli množství stížností na jejich údajně neregulérní průběh.

2. září – pátek
- Evropská unie přislíbila zahájení přístupových rozhovorů s Tureckem na 3. října. Nadále však naléhá, aby byla co nejdříve vyřešena otázka Kypru. Turecká strana dala najevo, že nehodlá činit žádné ústupky v této oblasti.
- Z důvodu současné krize v petrochemickém průmyslu, která je způsobena řáděním hurikánu Katrina, dojde na začátku příštího týdne k výraznému navýšení cen pohonných hmot. Očekává se, že cena benzínu Natural 95 se bude pohybovat okolo 35 Kč za litr.
- Česká Národní knihovna v jihokorejském Čchong-ču obdržela prestižní cenu Organizace OSN pro výchovu, vědu a kulturu (UNESCO) za digitalizaci dokumentů.

3. září – sobota
- Francouzský prezident Jacques Chirac byl dnes hospitalizován po cévní příhodě. Podle lékařů může jít o „poslední varování“ před mozkovou mrtvicí. Chirac má 72 let a ve funkci je již 10. rokem.
- V severoosetském městě Beslanu dnes dospělí a děti, které přežily loňský teroristický útok ve škole, vypustili stovky bílých balonků. Stalo se tak v 11.05 SELČ; v čase, kdy ve škole explodovala první bomba. Minutu ticha za oběti útoku drželi lidé v celém Rusku.
- Albánský prezident Alfred Moisiu jmenoval předsedu pravicové Demokratické strany Saliho Beršhu premiérem země poté, co bylo 1. září potvrzeno vítězství této strany v parlamentních volbách.
- Poslanci Aliance nového občana dnes rozhodli, že novým slovenským ministrem hospodářství se stane Jirko Malchárek. Nahradí ve funkci odvolaného Pavla Ruska.

5. září – pondělí
- Při zřícení letadla Boeing 737-200 indonéské společnosti Mandala Airlines zahynulo 149 lidí. Letadlo se 117 osobami na palubě mířící do Jakarty dopadlo krátce po startu na hustě obydlené předměstí města Medan na severu ostrova Sumatra. Havárii nepřežilo 102 cestujících a členů posádky a pád letadla zabil i 47 obyvatel předměstí.
- Při požáru divadla v egyptském městě Baní Suvajf, ležícím asi 100 kilometrů jižně od Káhiry, zahynulo 32 lidí a 38 dalších bylo zraněno.
- Prezident srbské provincie Kosovo Ibrahim Rugova oznámil, že trpí rakovinou plic, nicméně že nehodlá odstoupit ze své funkce. Rugova, který je etnický Albánec stejně jako většina obyvatel Kosova, podle svých slov hodlá ještě intenzivněji usilovat o dosažení nezávislosti Kosova na Srbsku.

6. září – úterý
- Parlament státu Kalifornie schválil zákon umožňující sňatky osob stejného pohlaví

7. září – středa
- V Egyptě proběhly prezidentské volby, ve kterých poprvé v historii kandidovalo na funkci hlavy státu více kandidátů. Dosavadní prezident Husní Mubarak z Národní demokratické strany v nich získal 88,6 % hlasů, jeho nejvýznamnější protikandidát ze Strany zítřka dostal jen 7,5 procenta hlasů. Opozice obvinila vládu z rozsáhlých volebních podvodů. Volby byly poznamenány velmi nízkou volební účastí: k urnám se dostavilo pouze 23 % oprávněných voličů.
- Irácký prezident Džalál Talabání prohlásil, že bývalý prezident Iráku Saddám Husajn se přiznal ke zločinům během své vlády, včetně příkazů k zabíjení. Talabání byl podle svých slov informovaným, že se vyšetřujícímu soudci „podařilo dostat [ze Saddáma] přiznání“. Talabání, který se deklaruje jako odpůrce trestu smrti, dále uvedl, že si Saddám zaslouží 20 trestů smrti, protože se pokusil Talabáního 20krát nechat zavraždit.
- V noci na dnešek byl v Pásmu Gazy zabit skupinou asi 80 maskovaných útočníků Músa Arafat, bratranec nedávno zemřelého palestinského prezidenta Jásira Arafata. Při útoku byl také unesen jeho syn a zraněni tři osobní strážci. Músa Arafat byl poradcem současného palestinského prezidenta Mahmúda Abbáse a od července 2004 do dubna 2005 zastával funkci náčelníka bezpečnostních složek v Pásmu Gazy. K zodpovědnosti za zabití Músy Arafata, který měl řadu nepřátel a byl kritizován za údajnou korupci a zneužívání moci, se přihlásila militantní skupina Výbory lidového odporu.

8. září – čtvrtek
- Ukrajinský prezident Viktor Juščenko odvolal předsedkyni vlády Julii Tymošenkovou. Do funkce předsedy vlády byl jmenován Jurij Jechanurov, který byl dosud gubernátorem Dněpropetrovské oblasti. Oficiálním důvodem odvolání Tymošenkové byly spory uvnitř vlády, jejíž dva členové před několika dny odstoupili poté, co byli obviněni z korupce.
- Guvernér státu Kalifornie Arnold Schwarzenegger oznámil, že hodlá vetovat zákon umožňující sňatky osob stejného pohlaví, který v úterý 6. září schválil kalifornský parlament. Jako důvod uvedl, že zákon je v rozporu s výsledkem 5 let starého referenda.

11. září – neděle
- Mimořádný kongres slovenské politické strany Aliance nového občana změnil stanovy strany tak, aby delegáti kongresu mohli vylučovat členy strany. Následně kongres vyloučil ze strany skupinu devíti kritiků předsedy strany Pavla Ruska. Mezi vyloučenými je 5 bývalých podpředsedů strany a 4 poslanci.
- V předčasných parlamentních volbách v Japonsku zvítězila Liberálně demokratická strana (LDP) dosavadního premiéra Džuničira Koizumiho se ziskem 296 křesel v 480členném parlamentu. Opoziční Demokratická strana získala pouze 113 mandátů a koaliční partner LDP, Strana spravedlnosti a čistoty má 31 poslanců.
- Dítě, které se narodilo 2. srpna letošního roku klinicky mrtvé matce, zemřelo po operaci, kterou se holčičku snažili lékaři zachránit poté, co u ni zjistili perforaci střeva.

12. září – pondělí
- Ve volbách do Stortingu – norského parlamentu – zvítězila Červeno-zelená koalice pod vedením Jense Stoltenberga.
- V Hongkong byl slavnostně otevřen Disneyland. Jedná se o první počin společnosti Disney v oblasti jihovýchodní Asie.
- Pásmo Gazy opustili poslední izraelští vojáci. Izrael tak po 38 letech ukončil vojenské obsazení tohoto území, jehož současný statut zůstává sporný. Izrael si ponechal právo na kontrolu vzdušného prostoru a pobřežních vod a pro přechod mezi Pásmem Gazy a Egyptem povolil použití jediného pohraničního přechodu, který je pod společnou egyptsko-izraelskou kontrolou. Podle palestinských představitelů znamená tato kontrola styku obyvatel Pásma Gazy s vnějším světem, že izraelská okupace nadále pokračuje.
- Po ztrátě podpory 4 poslanců za stranu Aliance nového občana (ANO) nebyla slovenská vládní koalice schopna prosadit zahájení schůze Národní rady Slovenské republiky (parlamentu). Opoziční poslanci byli přítomní v sále, ale neprezentovali se, a vládní koalice nedisponuje nadpolovičním počtem poslanců potřebným k zahájení jednání parlamentu.

Supernatural season 1
14. září – středa
- Nejméně 112 lidí bylo v Bagdádu zabito a asi 160 zraněno, když se v šíitské čtvrti odpálil sebevražedný útočník v automobilu. Muž se předtím vydával za podnikatele, který má práci pro stavební dělníky. Když se k němu zájemci seběhli, odpálil automobil naložený výbušninami. Při jiném incidentu bylo v městě At-Tádží zabito 17 šíitských civilistů, které skupina útočníků za úsvitu vytáhla z domů a zastřelila. Celkem bylo při dnešních útocích v Iráku, ke kterým se přihlásila irácká odnož organizace al-Káida, zabito nejméně 150 lidí, z toho drtivá většina civilistů. Mezi zraněnými je také 11 amerických vojáků.
- Ve věku 91 let zemřel americký režisér a producent Robert Wise. V 60. letech se proslavil muzikály West Side Story a Za zvuků hudby.
- Dvě strany slovenské vládní koalice, KDH a SMK, se vyslovily pro předčasné volby poté, co slovenský parlament nebyl již třetí den schopen zahájit jednání kvůli bojkotu ze strany opozičních poslanců. Třetí koaliční strana, SDKÚ, dosud předčasné volby odmítá.

15. září – čtvrtek
- V Praze začíná soutěžní část Mistrovství světa v orbě za účasti týmů z 29 zemí.
- Velikonoční Velký pátek by měl podle návrhu Senátu patřit mezi státem uznané svátky. Naopak navrhl vyřadit Mezinárodní den žen ze seznamu významných dnů.
- Česká televize oznámila, že začne vysílat své tři programy (ČT1, ČT2 a ČT24) definitivně v digitální podobě. Od října se tak stane v Praze, následovat budou Brno a Ostrava. Během půl roku by mělo pozemní digitální vysílání být na jedné třetině území Česka. Pro příjem digitálního vysílání je nutno doplňkové zařízení, tzv. set-top box.
- Izraelský premiér Ariel Šaron na Světovém summitu OSN v New Yorku řekl, že Izrael uznává právo Palestinců na vlastní stát a že Izraelci netouží po tom Palestincům vládnout.
- Osamocenou obří černou díru zřejmě objevil Hubbleův vesmírný dalekohled. Američtí astronomové tvrdí, že nenáleží k žádné galaxii.
- Nastávající norský premiér Jens Stoltenberg oznámil, že hodlá stáhnout zbývajících 20 norských důstojníků z Iráku. Své rozhodnutí sdělil americkému prezidentovi Bushovi během jejich telefonického rozhovoru. Odstupující premiér Kjell Magne Bondevik poté s poukazem na dřívější podporu vyslání vojáků tento krok kritizoval jako nekonzistentní.

16. září – pátek
- Japonská nevládní organizace Hiroshima Semipalatinsk Project vyšle sedmičlenný lékařský tým do kazašského Semeje. Tým zde bude od 19. září do 22. září studovat vliv radiace na obyvatelstvo a rovněž předá lékařský materiál místní nemocnici.

17. září – sobota
- Ve volbách do jednokomorového novozélandského parlamentu zvítězila vládní Strana práce (40,7 % hlasů a 50 ze 122 poslaneckých křesel) těsně následována opoziční Národní stranou (39,6 % hlasů a 49 křesel). S největší pravděpodobností tak bude pokračovat vláda premiérky Helen Clarkové s podporou některých menších parlamentních stran.
- Při výbuchu zaparkovaného automobilu naloženého výbušninami bylo v iráckém městě Nahravan, ležícím asi 45 kilometrů východně od Bagdádu a obývaném většinou šíity, zabito nejméně 30 lidí a 38 dalších bylo zraněno.

18. září – neděle
- V německých volbách do dolní komory parlamentu zvítězila opoziční křesťansko-demokratická CDU/CSU se ziskem 35,2 % hlasů a 225 poslanci. Dosud nejsilnější sociální demokraté SPD získali 34,3 % a 222 mandátů a jejich koaliční partneři Zelení 8,1 % a 51 poslanců. Potenciální koaliční partner křesťanských demokratů, liberální FDP, získala 9,8 % a 61 poslanců a pro novou Levicovou stranu hlasovalo 8,7 % voličů, což jí přineslo 51 mandátů. Předseda SPD Gerhard Schröder i předsedkyně CDU Angela Merkelová označily výsledek za své vítězství a porážku druhé strany a deklarovali vůli sestavit vládu. Konečné výsledky voleb budou známy až 2. října, kdy proběhne dodatečné hlasování v Drážďanech. Zde musely být volby odloženy kvůli úmrtí přímé kandidátky krajně pravicové Národnědemokratické strany Německa (NPD) Kerstin Lorenzové.
- V Afghánistánu proběhly volby do parlamentu a do provinčních rad. Výsledky voleb, během nichž bylo zabito šest lidí včetně dvou policistů a francouzského vojáka, mají být kvůli dopravním problémům se svozem uren známy až koncem října. Voleb se zúčastnila asi polovina oprávněných voličů. Politické strany se nesměly voleb zúčastnit, všichni kandidáti tedy kandidovali jako nezávislí.
- Neznámí útočníci zastřelili jednoho kurdského poslance iráckého parlamentu a druhého zranili. Oba poslanci cestovali na dnešní zasedání parlamentu a byly napadeni asi 30 kilometrů severně od Bagdádu. V jižní části Bagdádu povstalci vyhodili do povětří vlak přepravující ropné produkty.

19. září – pondělí
- Irácká policie v Basře zatkla dva britské vojáky, kteří při jízdě automobilem v přestrojení nezastavili u irácké silniční kontroly a údajně jednoho policistu zastřelili. Britští vojáci údajně dostali rozkaz nezastavovat u silničních kontrol z obavy, že by ve skutečnosti mohlo jít o povstalce maskované za irácké policisty. Britské okupační síly následně vyslaly tanky k policejní stanici, kde byli neuniformovaní vojáci zadržováni, ale dav demonstrantů kolem věznice tanky zapálil. Při druhém pokusu další britské tanky prorazily zeď věznice a zatčené britské vojáky osvobodily. Svědci citovaní agenturou Associated Press uvádějí, že z věznice při té příležitosti uprchlo asi 150 dalších vězňů. Při nepokojích v souvislosti s celým incidentem byli údajně zabiti dva iráčtí civilisté a kolem dvaceti dalších bylo zraněno. Podle guvernéra Basry šlo ze strany Britů o „barbarský akt agrese“. Britské ministerstvo obrany původně útok na věznici popřelo; v pozdějším přiznání argumentovalo obavami o život vojáků a dohodou s iráckým ministerstvem vnitra o jejich propuštění.
- Při dvou sebevražedných útocích na stanoviště vládních bezpečnostních sil jižně od Bagdádu bylo zabito celkem 14 osob, z toho šest či sedm policistů. Při výbuchu nastražené nálože byli v Mosúlu zabiti 4 američtí zaměstnanci bezpečnostních agentur pracujících pro americkou vládu. V Basře byl neznámými ozbrojenci unesen a zastřelen irácký novinář pracující pro americký deník New York Times Fáchir Hajdara.
- Za financování iráckých povstalců a výrobu výbušných zařízení byl v Bagdádu odsouzen k doživotnímu vězení Ajmán Sabáwí, synovec svrženého iráckého prezidenta Saddáma Husajna.
- Organizace al-Káida se v projevu svého druhého nejvyššího představitele Ajmana az-Zaváhirího přihlásila k zodpovědnosti za sebevražedné útoky v londýnské dopravě, provedeným 7. července. Při atentátech v metru a autobuse tehdy zahynulo 56 lidí.
- KLDR uzavřela na šestistranných rozhovorech v Pekingu dohodu, podle které se vzdá svého programu vývoje jaderných zbraní a přistoupí ke smlouvě o jejich nešíření. Jednání v Pekingu se zúčastnila kromě KLDR a hostitelské Číny ještě Jižní Korea, USA, Rusko a Japonsko. Ostatní státy přislíbily Severní Koreji hospodářskou pomoc včetně dodávek energie a ve „vhodnou chvíli“ i dodávku lehkovodního jaderného reaktoru pro výrobu energie.
- Ředitel americké Národní agentury pro letectví a vesmír (NASA) Michael Griffin oznámil záměr vyslat do roku 2018 na Měsíc kosmickou loď s lidskou posádkou.

20. září – úterý
- Ve Vídni v ranních hodinách zemřel Simon Wiesenthal, známý pronásledovatel nacistických zločinců a bojovník proti antisemitismu. Zemřel ve spánku ve věku 96 let.
- Jurij Jechanurov, předseda ukrajinské vlády jmenovaný prezidentem Juščenkem, nezískal podporu parlamentu. Jen o tři hlasy návrh neprošel Nejvyšší radou, v níž většinu tvoří příznivci odvolané premiérky Tymošenkové, bývalého premiéra Janukovyče a komunisté.

21. září – středa
- Poslanecká sněmovna přehlasovala senátní návrhy a schválila sněmovní znění zákona o provozu na pozemních komunikacích. Pokud zákon podepíše prezident, od 1. července 2006 bude zaveden tzv. bodový systém trestání řidičů, celoroční svícení, povinnost použití autosedaček a cyklistických přileb do 18 let a změní se také pravomoci policistů, kteří budou moci na místě odebrat řidičský průkaz.
- Vláda na nočním zasedání schválila jmenování Vladislava Husáka do funkce policejního prezidenta.
- Po více než týdenní pauze obnovil jednání slovenský parlament, Národní rada Slovenské republiky. Po rozpadu strany Aliance nového občana vládní koalice ztratila již tak křehkou většinu a opozice se odmítala při zahájení schůze parlamentu prezentovat, aby si tak vynutila předčasné volby. Situace se změnila, když 16. září nečekaně dva poslanci z HZDS z této strany vystoupili a v parlamentu podpořili vládní koalici. Řada představitelů opozice v této souvislosti obvinila předsedu slovenské vlády Mikuláše Dzurindu, že si dotyčné poslance od předsedy HZDS Vladimíra Mečiara koupil; Dzurinda i Mečiar obvinění popřeli.
- Evropská komise zahájila debatu o možné regulaci internetových médií. Reaguje tak na růst podílu těchto médií na trhu na úkor tištěných novin. Komise mimo jiné uvádí, že obsah informací na internetu není nijak regulován a často není respektováno ani autorské právo. Proti regulaci se postavily některé technologické firmy a sdružení internetových vydavatelů.
- Podle vyjádření seychelského honorárního konzula Ernsta Pindura nemůže být Radovan Krejčíř – jakožto seychelský občan – vyhoštěn do České republiky ani v případě, že by zde porušil zákon.
- Východní pobřeží japonského ostrova Hokkaidó zasáhlo zemětřesení o síle 5,9 stupně Richterovy škály. Podle prvních informací si otřesy nevyžádaly oběti ani hmotné škody.
- Hurikán Rita, který na přelomu pátku a soboty pravděpodobně zasáhne pobřeží USA, zesílil na 260 kilometrů v hodině a dosáhl tak 5. stupně. Hurikán sice směřuje k Texasu, ale není vyloučeno, že změní směr k New Orleans.
- Předvolební průzkum před nedělními polskými parlamentními volbami ukázal silnou podporu pravicových stran. Pravicovou stranu Právo a spravedlnost (PiS) by volilo 34 % dotázaných, pravicovou Občanskou platformu (PO) 32 %, na třetím místě je populistická Sebeobrana s 11 % a vládní strana Svaz demokratické levice (SLD) by získala 8 %. Pětiprocentní hranici, potřebnou pro vstup do parlamentu by překonala ještě nacionalistická Liga polských rodin (LPR) se sedmi procenty. Očekávaná koalice PiS a PO by tak měla dvoutřetinovou většinu, která by umožňovala měnit i ústavu.

22. září – čtvrtek
- Evropa slaví Den bez aut.
- Ukrajinský parlament podporou 289 z 450 hlasů schválil Jurije Jeruchanova ve funkci předsedy vlády. Jednalo se o druhé hlasování v tomto týdnu, když 22. září Jeruchanov nezískal potřebnou většinu. Druhému jednání předcházela řada jednání mezi představiteli stran a prezidentem Juščenkem. V dnešním hlasování Jeruchanova podpořila i opoziční strana Viktora Janukovyče. Jeruchanov představí složení kabinetu v průběhu příštího týdne.
- Úřady v irácké Basře oznámily, že přerušují spolupráci s britskými vojáky, dokud se britská armáda neomluví za incident z 19. září, neposkytne záruku, že se již nebude opakovat a nezaplatí finanční kompenzaci. Při zmíněném incidentu britská armáda zaútočila na věznici v Basře, aby osvobodila dva britské neuniformované vojáky. Britové přitom podle iráckých úřadů zabili dva irácké policisty.
- Izrael dokončil likvidaci 4 ze 120 osad židovských osad vybudovaných na okupovaném Západním břehu Jordánu. Opuštění těchto osad bylo završením plánu premiéra Ariela Šarona na evakuaci celého Pásma Gazy a malé části Západního břehu Jordánu. Izraelské okupační síly krátce před dokončením evakuace zastřelili neozbrojeného Palestince, který vnikl na jejich základnu. Palestinec údajně základnu odmítal opustit a vojáci se prý domnívali, že jde o teroristu.
- V reakci na obnovení činnosti slovenského parlamentu a získání nových poslanců pro podporu vlády se Strana maďarské koalice (SMK) rozhodla upustit od záměru předložit návrh zákona o předčasných volbách.
- K pobřeží Japonska míří tajfun Saloa. Ostrovy zasáhne během tří dnů.

23. září – pátek
- V Praze v noci proběhlo protiteroristické cvičení integrovaného záchranného systému Podzim 2005. Přesně v 1 hodinu „vybuchla“ ve stanici Náměstí Republiky bomba. Cvičení skončilo ve 4.00 hod. V Kralupech nad Vltavou v rámci cvičení „havaroval“ vlak. Cvičení se zúčastnilo celkem asi 500 záchranářů a policistů. Ministerstvo vnitra vyčíslilo náklady na 2 miliony korun.
- Při výbuchu během shromáždění stoupenců hnutí Hamás v městě Gaza v Pásmu Gazy zahynulo nejméně 15 osob včetně dvou dětí a 80 dalších bylo zraněno. Příčina exploze není jasná. Izraelská armáda popřela obvinění Hamásu, že na shromáždění vypálila rakety z bezpilotního letadla. Během shromáždění byli předváděny zbraně a výbušniny, kterými Hamás disponuje, a podle některých informací došlo následkem nesprávné manipulace k explozi předváděné munice a raket. Hamás ale toto vysvětlení popírá s tím, že předváděné zbraně byly makety neobsahující výbušniny.
- Izraelská armáda zastřelila tři ozbrojence z organizace Islámský džihád při razii na okupovaném Západním břehu Jordánu. Cílem operace bylo podle izraelské armády zatčení osob zodpovědných za útoky proti Izraeli. Islámský džihád následně z Pásma Gazy vypálil deset raket na Izrael; rakety nezpůsobily žádné škody.
- Nejméně 24 osob obyvatel domova důchodců zahynulo, když na zablokované dálnici 45 nedaleko Dallasu začal hořet autobus, kterým se evakuovali před hurikánem Rita. Následovalo několik výbuchů, pravděpodobně se jednalo o exploze kyslíkových přístrojů některých pasažérů. Příčinou vzniku požáru byla patrně mechanická závada.
- Při výbuchu bomby poblíž restaurace ve městě Vitebsk v Bělorusku bylo zraněno kolem 50 lidí, z toho šest vážně. Jde již o druhý výbuch bomby v tomto městě během posledních dvou týdnů. Při výbuchu bomby 15. září byli zraněni dva lidé.

24. září – sobota
- Strana zelených na svém sjezdu v Pardubicích odvolala z postu předsedy Jana Beránka. O jeho funkci se uchází Martin Bursík.
- Stanislav Gross oznámil, že rezignuje na funkci předsedy ČSSD a ani nebude ve volbách kandidovat do Poslanecké sněmovny. ČSSD prozatím povede její první místopředseda, ministr financí Bohuslav Sobotka.
- Kandidát Polské strany práce na post polského prezidenta Daniel Podrzycki zemřel dnes v podvečer při autonehodě na dálnici 86 u města Sosnovec.
- Palestinské hnutí Hamás vypálilo z Pásma Gazy přes 20 raket na izraelské město Sderot. Rakety zranily pět Izraelců. Podle Hamásu mělo jít o odvetu za údajný včerejší izraelský útok na shromáždění stoupenců Hamásu v Gaze, který však izraelská armáda popřela. Izraelské letectvo následně podniklo v Pásmu Gazy tři nálety, při nichž byli zabiti 4 členové Hamásu a zraněno 9 dalších osob. Izraelská vojska se začala shromažďovat u hranice s Pásmem Gazy a u hranice rozmístila děla.
- Mezinárodní agentura pro atomovou energii schválila na zasedání ve Vídni rezoluci, která předává spor o íránský jaderný program k řešení Radě bezpečnosti OSN. Rezoluce schválená 22 hlasy z 35, obviňuje Írán z porušování Smlouvy o nešíření jaderných zbraní. Proti rezoluci, navržené Velkou Británií, Francií a Německem, hlasovala Venezuela a 12 zemí včetně Ruska a Číny se hlasování zdrželo. Rezoluce nestanovuje žádné datum, kdy by se RB OSN měla touto kauzou zabývat.
- Soudce v irácké Basře vydal zatykač na dva britské vojáky, kteří 19. září odmítli zastavit při silniční kontrole a údajně zastřelili při tom dva irácké policisty. Oba vojáci, kteří zřejmě byli na špionážní misi, byli poté zatčeni iráckou policií a následně osvobozeni při útoku britské armády na iráckou věznici. Mluvčí britských okupačních sil odmítl zatykač jako nemající žádný právní základ.
- Ve Washingtonu před Bílým domem proběhla demonstrace proti dalšímu pobytu amerických vojsk v Iráku, které se zúčastnilo 100 tisíc lidí. Demonstrace proti válce v Iráku proběhla i v Londýně, kde se jí zúčastnilo podle různých odhadů od 10 do 100 tisíc lidí.
- Hurikán Rita zasáhl ráno v 2.35 místního času (9.35 SELČ) pobřeží USA v oblasti hranice Texasu a Louisiany. Síla hurikánu ještě nad Mexickým zálivem klesla z pátého postupně až na třetí stupeň s rychlostí větru kolem 205 km/h. Během dopoledne klesla síla na druhý stupeň. Střed hurikánu se pohybuje severozápadním směrem rychlostí 19 km/h. Nejvíce jsou zasažena města Galveston a Lake Charles. Část města New Orleans je opět pod vodou. Ve večerních hodinách (SELČ) síla hurikánu Rita klesla na první stupeň. Odborníci očekávají, že během noci se změní v tropickou bouři, prudký déšť však neustane. I když Rita způsobila velké škody, se srpnovým řáděním Katriny se vůbec nedá srovnat.

25. září – neděle
- V Polsku se konaly volby do obou komor parlamentu – Sejmu a Senátu. Výsledky do Sejmu: Právo a spravedlnost 26,99 % hlasů (155 mandátů), Občanská platforma 24,14 % (133 mandáty), Sebeobrana 11,41 % (57 mandátů), Svaz demokratické levice 11,31 % (56 mandátů), Liga polských rodin 7,97 % (34 mandáty), Polská lidová strana 6,96 % (25 mandátů). Ostatní strany nepřekročily pětiprocentní hranici nutnou pro vstup do parlamentu. Po jednom křesle v Sejmu získali zástupci Německé menšiny a Německé slezské menšiny. Koalici PiS a PO chybí 19 mandátů do ústavní 2/3 většiny. Ve stočlenném Senátu PiS získal 49 mandátů, PO 34 mandáty, LPR 7 mandátů, Sebeobrana 3 mandáty, PSL 2 mandáty a dalších 5 obsadili nezávislí kandidáti. Volební účast činila 40,57 %, hlasovalo 12 263 640 voličů, z toho 3,67 % bylo hlasů neplatných.
- Občané Švýcarska v referendu rozhodli o rozšíření platnosti úmluvy o svobodném pohybu osob. Švýcarsko není členem EU a s Patnáctkou uzavřelo také tuto bilaterální dohodu. Nyní je platnost rozšířena i na deset nových členů.
- Novým předsedou Strany zelených byl na mimořádném sjezdu v Pardubicích zvolen Martin Bursík, bývalý ministr životního prostředí ve vládě Josefa Tošovského. Strana zelených se také rozhodla, že do voleb do Poslanecké sněmovny v roce 2006 bude kandidovat samostatně. Bývalý předseda Jan Beránek prosazoval společnou kandidaturu s případnou koalicí malých pravicových a liberálních stran.
- V jižním Afghánistánu se zřítil americký vojenský vrtulník CH-47 Chinook s pětičlennou posádkou. Podle americké armády všechny osoby na palubě zahynuly. Hnutí Tálibán tvrdí, že vrtulník sestřelili jeho bojovníci.
- Prominentní redaktorka libanonské protisyrsky orientované televizní stanice přišla při výbuchu nálože nastražené pod jejím automobilem o ruku a nohu. Čtyřicetiletá redaktorka May Chidiacová pracuje pro soukromou stanici Lebanese Broadcasting Corporation.
- Podle zatím neoficiálních informací se chystá druhá čínská kosmická výprava. Raketa Šen-čou 6 s 2 osobami na palubě odstartuje 13. října na pětidenní misi.
- Hurikán Rita se v 5 hodin SELČ změnil v tropickou bouři, jeho střed se nacházel asi 65 km na jih od města Shreveport v Louisianě.

26. září – pondělí
- Syřan Imad Yarkas (přezdívaný abu Dahdah) byl španělským národním soudem odsouzen na 27 let vězení v souvislosti s teroristickými útoky 11. září 2001. Při těch zahynulo 2 973 lidí. Spolu s ním bylo souzeno dalších 17 osob, které dostaly tresty od 6 do 11 let.
- Byl dokončen proces odzbrojení Irské republikánské armády. Skončilo tak více než třicetileté období násilí v Severním Irsku. Všechny zbraně byly zničeny.
- V souladu s očekáváním byl na zasedání generálního shromáždění Mezinárodní agentury pro atomovou energii potvrzen ve funkci generálního ředitele Egypťan Muhammad Baradej.
- Ve 01.56 SELČ byl sever Peru zasažen zemětřesením o síle 7,5 stupňů Richterovy škály, které si vyžádalo 4 oběti na životech. Epicentrum se nacházelo v džungli asi 100 km severovýchodně od města Moyobamba v hloubce kolem 85 km pod povrchem.
- Po půl roce se naposledy zavřely brány světové výstavy EXPO 2005 v Japonsku.

27. září – úterý
- Dva japonští vědci oznámili, že se jim v září 2004 v severním Pacifiku podařilo vyfotit živou krakatici obrovskou. Získali přes 500 fotografií a jedno ze dvou dlouhých chapadel.
- Michaëlle Jeanová byla jmenována generální guvernérkou Kanady. Ve funkci nahradila Adrienne Clarksonovou. Generální guvernér zastupuje formální hlavu státu – britského panovníka – a je nejvyšším politickým postem v Kanadě.
- Vedení strany Právo a spravedlnost oznámilo, že jejich kandidátem na funkci premiéra je Kazimierz Marcinkiewicz.
- Nejstarší běloruské nezávislé noviny Narodnaja Volia (Svoboda národa), které začaly vycházet na začátku 90. let 20. století, vyšly naposledy. „Je to smrt svobody slova v Bělorusku,“ napsal šéfredaktor deníku Josif Seredič ve svém posledním sloupku. Na základě soudního rozhodnutí byl zabaven majetek redakce a odčerpány finance z bankovního účtu. V poslední době noviny čelily soudnímu tlaku v souvislosti s kritikou prezidenta Lukašenka.

28. září – středa
- Centrem Prahy se jel vodácký skautský závod Napříč Prahou přes tři jezy.
- Lynndie Englandová, obviněná z týrání vězňů ve věznici Abú Ghrajb, byla odsouzena ke třem letům vězení. V obžalobě ji hrozil až desetiletý trest. Navíc bude propuštěna z armády. Soud přihlédl k jejímu složitému psychologickému stavu. Vinu za své selhání připsala Englandová otci svého dítěte Charlesu Granerovi, který byl hlavním iniciátorem týrání. Graner si již odpykává trest ve vězení.
- V Německu se rýsuje velká koalice CDU/CSU spolu s SPD. Jednání jsou na svém začátku, a křesťanští demokraté je podmiňují uznáním svého vítězství ve volbách konaných 18. září. Konečné výsledky voleb budou známy až 2. října po hlasování v Drážďanech.
- Egyptská policie zastřelila jednoho z údajných organizátorů teroristických útoků v letovisku Šarm aš-Šajch Músu Muhammada Sálima Badrana.
- Al-Káida zahájila vysílání zpravodajské relace na Internetu. Chce tak rozptýlit propagandu vysílanou stanicemi CNN nebo al-Džazíra.

29. září – čtvrtek
- Na návrh ministra spravedlnosti Pavla Němce vláda odvolala nejvyšší státní zástupkyni Marii Benešovou. Ve funkci ji nahradila královéhradecká státní zástupkyně Renata Vesecká.
- Při výbuchu bomby ve městě Ramádí v západním Iráku bylo zabito pět příslušníků americké námořní pěchoty.
- V iráckém městě Balad, ležícím asi 80 km severně od Bagdádu, bylo při třech současně provedených sebevražedných útocích zabito přes 70 lidí.
- Společnost Ahold ČR, která provozuje prodejny Hypernova a Albert, dostane další vysokou pokutu. Pokračují tak potravinářské inspekce v hypermarketech.

30. září – pátek

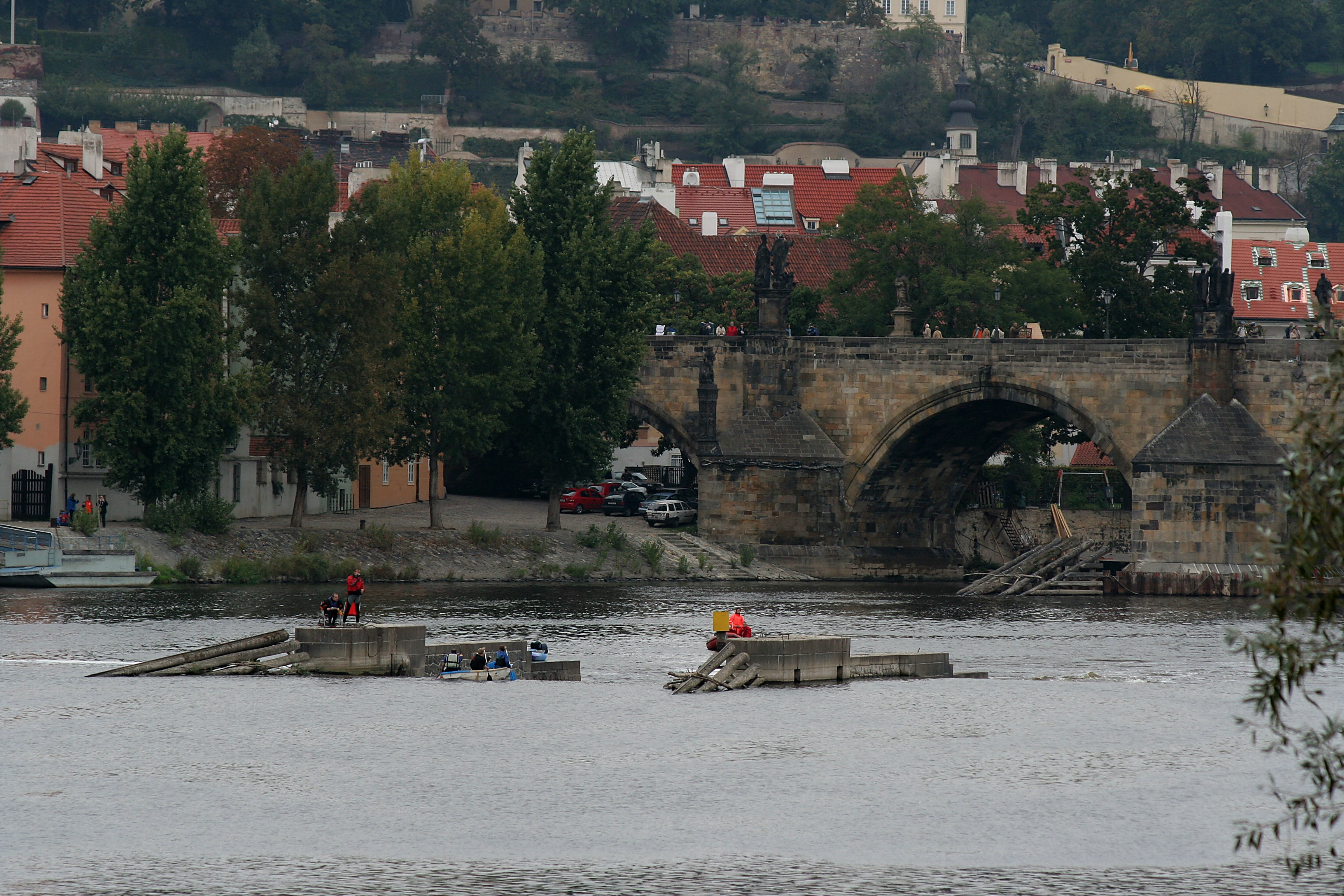
Závod Napříč Prahou přes tři jezy

- V iráckém městě Hilla zabil sebevražedný atentátník v autě naloženém výbušninou na místním tržišti nejméně 10 osob a 30 dalších zranil. Počty obětí se nicméně různí podle zdroje až ke 30 mrtvým.
- Třináct osob zahynulo a 40 bylo zraněno při nehodě autobusu, ke které došlo v ranních hodinách v Podleském vojvodství v Polsku. K nehodě došlo na silnici Bělostok–Varšava u města Jeżewo. Autobus vezoucí maturanty bialystockého 1. všeobecného lycea na církevní pouť do Częstochowé vyjel z neznámých příčin do protisměru, kde se čelně srazil s kamionem. Po nárazu začal autobus hořet a 11 studentů uhořelo. Dalšími oběťmi jsou řidiči autobusu a kamionu. V Białymstoku byl vyhlášen třídenní smutek, vlajky byly spuštěny na půl žerdi; v poledne studenti všech škol ve městě společně uctili památku obětí nehody. Kondolenci zaslali rovněž prezidenti zemí Visegrádské čtyřky Aleksander Kwaśniewski, Václav Klaus, Ivan Gašparovič a László Sólyom, kteří byli na společném zasedání prezidentů Čtyřky ve Wiśle.
- Frontman kapely U2 Bono Vox je mezi třemi nejvážnějšími kandidáty na letošní Nobelovu cenu za mír. Jeho konkurenty jsou bývalý finský prezident Martti Ahtisaari a američtí politice Richard Lugar (rep. senátor) a Sam Nunn (bývalý dem. senátor). Jméno letošního nositele Nobelovy ceny ohlásí 7. října Nobelův výbor.
- V České republice byl poprvé zveřejněn tzv. Integrovaný registr znečišťování (IRZ). Občané tak mohou na internetových stránkách IRZ, provozovaných ministerstvem životního prostředí, najít kolik nebezpečných látek vypouští průmyslové či zemědělské provozy do prostředí. Nevládní organizace Arnika, která zavedení IRZ dlouho prosazovala, je s úrovní internetové prezentace dat spokojena, má však výhrady k reálnosti některých čísel – viz tisková zpráva.